# Ji-Paraná
Ji-Paraná est une ville brésilienne de l'est de l'État du Rondônia. Sa population était estimée à 113 453 habitants en 2006. La municipalité s'étend sur 6 897 km2.